# Agnes Skinner
Agnes Skinner er en figur i tegnefilmserien The Simpsons. Hun er mor til rektor Seymour Skinner